# Salifou Fatimata Bazeye
Salifou Fatimata Bazèye (var. Fatoumata Bazèye, Fatoumata Bazaî) es una jurista nigerina, magistrada, presidenta del Tribunal Supremo de Níger y de 2007 a 2009 Presidenta del Tribunal Constitucional de Níger. Las sentencias de su tribunal sobre las revisiones constitucionales previstas por el entonces Presidente de Níger Mamadou Tandja, llevaron a su despido extra-constitucional y a un aumento de la 2009–2010 Nigerien crisis constitucional.  Siguiendo el golpe de Estado en Níger de 2010, fue nombrada cabeza del transicional Tribunal Constitucional de Níger.

## Biografía
Nacida en 1951, en Dosso,  Bazaye recibió su formación legal en Francia en el Ecole Nationale de la Magistratura de París. Se casó con un oficial de gobierno; y, madre de varios niños. Regresó a Níger como Magistrada, y ascendió a prominencia política en 2005 cuando, como miembro del Tribunal Supremo,  rechazó un movimiento de gobierno para transferir magistrados que hacían huelga.  A pesar de ello, fue nominada para uno de los asientos en el tribunal constitucional reservado para juristas en 2007, y aceptados por el gobierno. Fue Presidenta elegida entonces del tribunal por sus miembros.

## Crisis constitucional de 2009
En 2009,  dirigió el tribunal en dos decisiones unánimes oponiéndose al Presidente de Níger Mamadou Tandja para realizar un referéndum para retirar la Constitución de Níger y quedar en la oficina mientras se redactaba una nueva constitución. La primera (no obligatoria) decisión, presentada el 26 de mayo de 2009, provocó el despido del Presidente de la Asamblea Nacional mientras una decisión obligatoria más lejana se entregó el 12 de junio. El Pte. Tandja posteriormente llevó a cabo sus planes para una constitución nueva y rechazó el Tribunal Constitucional.  En febrero de 2010, fue derrocado por un golpe militar, y el poder se entregó a un gobierno civil en 2011.

## Séptima República
Siguiendo el golpe de Estado en Níger de 2010 y la caída de Mamadou Tandja, la Dra. Bazèye fue nombrada por el transicional Consejo Supremo para la Restauración de Democracia (CSRD) para encabezar a los once miembros del Consejo Constitucional, un Tribunal supremo consultivo durante la transición al Nigerien Séptima República.
En diciembre de 2011 los editores del diario nigeriano del Daily Trust le otorgaron su 4.º Premio anual "africano del año" por su "registro como una incorruptible agente judicial."